# Phryganea grandis
Grande phrygane
Espèce

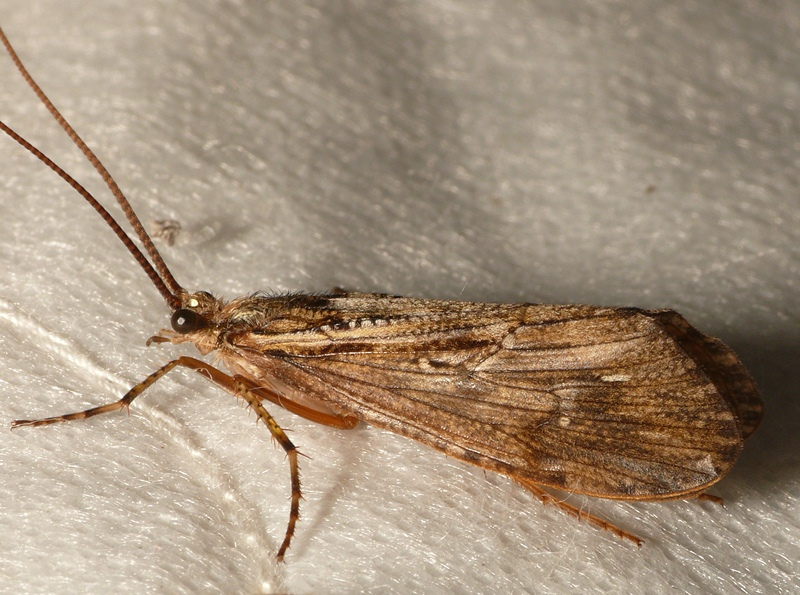
Phryganea grandis au stade adulte.

Phryganea grandis, la Grande phrygane, est une espèce de trichoptères de la famille des Phryganeidae.

## Description
La larve (nommée aussi porte-bois ou encore traîne-bûche) est aquatique et se crée un abri en forme de tube constitué de colle organique, de sable et de végétaux qui la protège et les camoufle. Devenue adulte, sa durée de vie est courte, au repos de jour comme de nuit, elle est attirée par la lumière. Elle mesure 20-25 mm.
La larve de Phryganea grandis est capable de flotter et de plonger grâce à l'équilibre d'un amas de détritus végétaux et minéraux dont elle se pare. Adulte elle devient un papillon commun de forme oblongue, chasseuse d’insectes. Munie de grandes ailes grises velues avec des marques brunes, blanches et noires. Elle possède de longues pattes et de longues antennes, des yeux minuscules et des embranchements.

## Liste des sous-espèces
Selon GBIF (15 avril 2025) :
- Phryganea grandis grandis Linnaeus, 1758
- Phryganea grandis meridionalis Klapalek, 1899
- Phryganea grandis rotundata G Ulmer, 1905
- Phryganea grandis serti Sipahiler, 2000

## Dénominations
Ce taxon porte en français le nom vernaculaire ou normalisé suivant : Grande phrygane,,.

## Systématique
Le nom valide complet (avec auteur) de ce taxon est Phryganea grandis Linnaeus, 1758.
Phryganea grandis a pour synonymes :
- Phryganea atomaria Stephens, 1836
- Phryganea ochrida Malicky, 1975
- Phryganea uncinata Schrank, 1781